# Ianiv, Prîpeat
Ianiv (în ucraineană Янів) este un fost sat abandonat în apropiere de orașul-fantomă Prîpeat din Zona de Excluziune Cernobîl, regiunea Kiev, Ucraina.